# Eva Kemlein
Eva Kemlein (* 4. August 1909 in Charlottenburg; † 8. August 2004 in Berlin; geborene Eva Ernestine Graupe) war eine deutsche Fotografin und Fotojournalistin.

## Leben und Werk

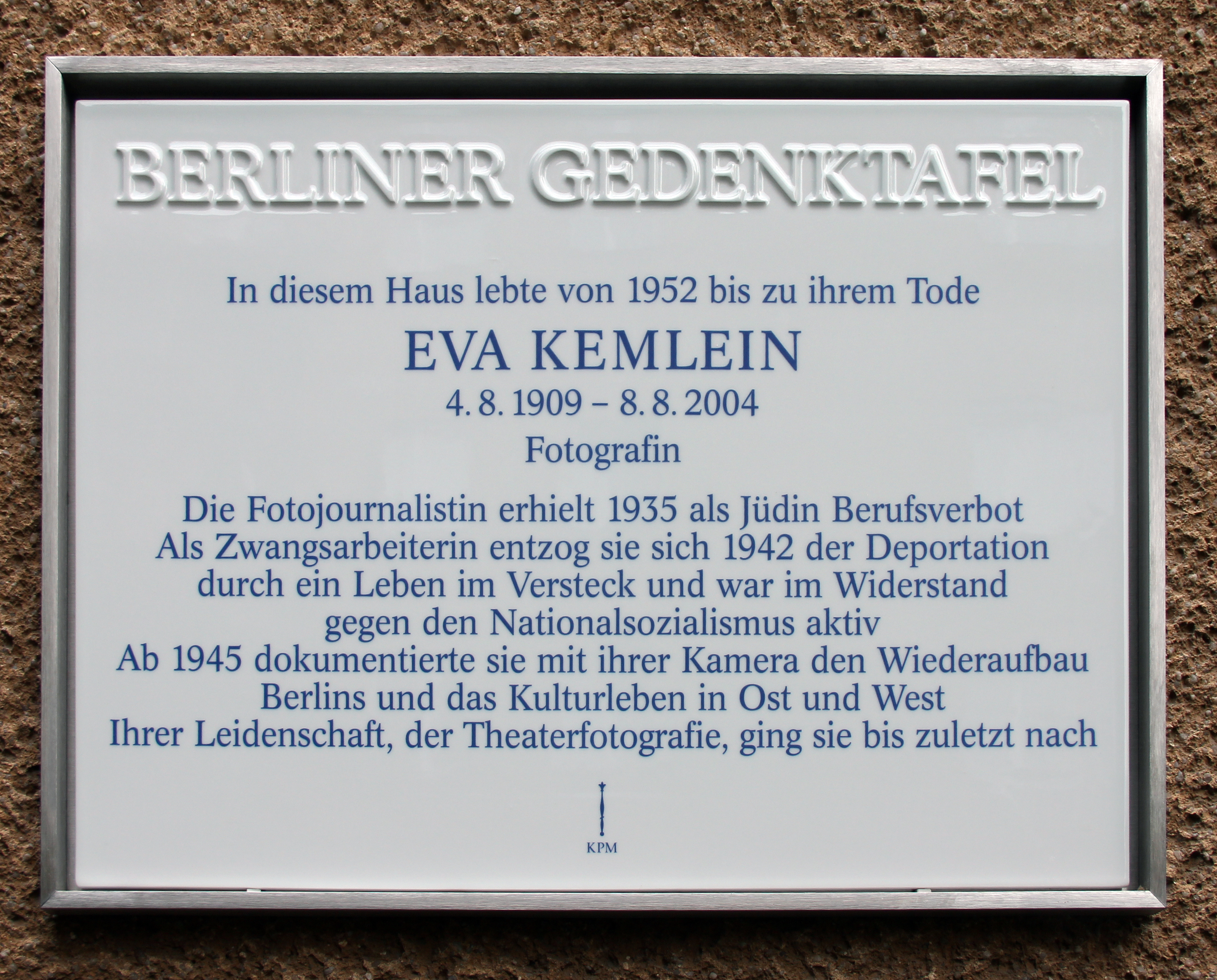
Berliner Gedenktafel am Haus Steinrückweg 7 in Berlin-Wilmersdorf

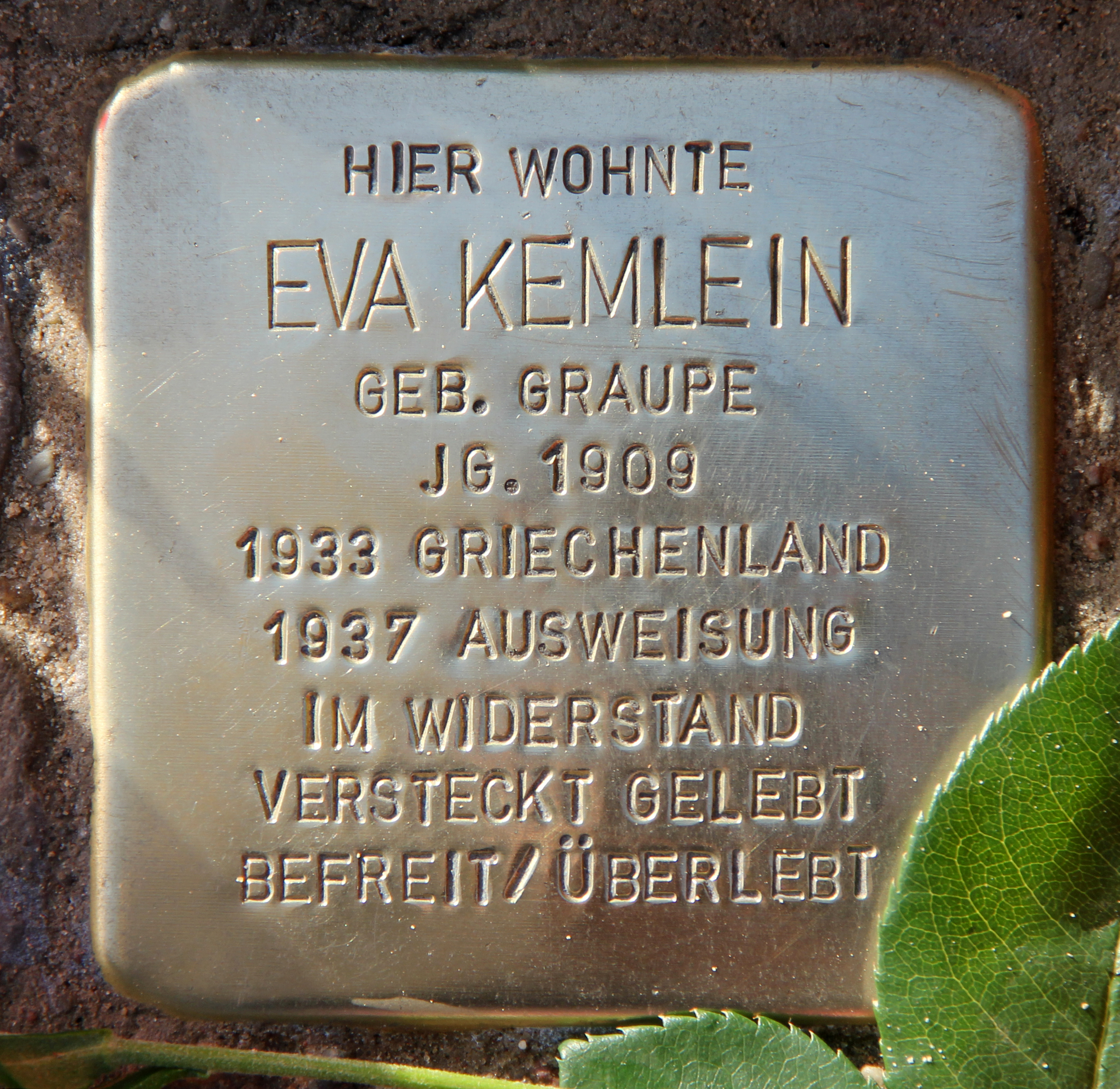
Stolperstein am Haus, Rudolstädter Straße 93, in Berlin-Wilmersdorf

Eva Kemlein war Tochter jüdischer Eltern. Sie besuchte die Fürstin-Bismarck-Schule. Zur Fotografie fand sie über ihre Berufsausbildung zur Medizinisch-Technischen-Assistentin an der Letteschule Ende der 1920er Jahre durch medizinische Fotografien. Auf einer Reise nach Italien lernte sie Anfang der 1930er Jahre ihren späteren Ehemann Herbert Kemlein kennen. 1933 heirateten sie und mussten nach der Machtergreifung Hitlers nach Griechenland ins Exil gehen. Sie lebten dort von Eva Kemleins Fotografie. Herbert Kemlein schrieb dazu als Journalist Artikel für deutsche Zeitungen. Nach der Einführung der Nürnberger Rassegesetze erhielt Eva Kemlein Berufsverbot, und auch ihr Ehemann hatte auf Grund der Mischehe Probleme, seine Artikel bei deutschen Zeitungen abzusetzen. Eva Kemleins Vater schickte ihnen Geld, damit sie in Griechenland überleben konnten.
1937 wurde das Ehepaar dann völlig überraschend aus Griechenland ausgewiesen. Es blieb nur die Rückkehr nach Berlin. Herbert Kemlein ließ sich von seiner jüdischen Frau scheiden, um wieder arbeiten zu können, das hat Eva Kemlein ihrem Mann nie verziehen. Eva Kemlein blieb allein mit ihrer Mutter in Berlin. Ihr Vater war mittlerweile gestorben, und ihre zwei Brüder hielten sich im ausländischen Exil auf.
In dieser Zeit lernte Eva Kemlein den Schauspieler Werner Stein kennen. Kemlein als Jüdin und Werner Stein als politisch links stehender Schauspieler gingen in den Untergrund. Die schlimmste Zeit erlebten sie in den Jahren des Bombenkrieges, als sie ihr bescheidenes Hab und Gut verloren. Nur eine Leica blieb Eva Kemlein, mit ihr machte sie bereits während des Krieges Aufnahmen z. B. im Siemenswerk, wo sie unentdeckt eine Arbeitsstelle am Fließband hatte. Ständig auf der Suche nach einer neuen Bleibe, ohne Möglichkeit, bei den Luftangriffen einen Bunker aufzusuchen, überlebten sie den Krieg und erlebten die Befreiung durch die Rote Armee.
Gemeinsam mit ihren Lebenspartner Werner Stein zog sie bereits im Mai 1945 in die Künstlerkolonie Berlin in den Steinrückweg 7. Politisch links arbeiteten Kemlein und Stein mit am Aufbau eines neuen Kulturlebens im Ostteil der Stadt. Die Leica hatte den Krieg ebenso überlebt, und mit ihr dokumentierte Eva Kemlein in Tausenden von Bildern das Leben in der Trümmerstadt. Ihre ersten Bilder erschienen bereits Ende Mai 1945 in der neu gegründeten Berliner Zeitung, wo sie eine kurzzeitige Anstellung hatte. Die Anerkennung als „rassisch Verfolgte“ wurde ihr von West-Berliner Senat mit der Begründung verweigert: „Ihrem Antrag auf Anerkennung als rassisch Verfolgte konnte nicht entsprochen werden, da Sie als Bildreporterin für einen sowjetdeutschen Verlag im sowjetischen Sektor tätig sind.“

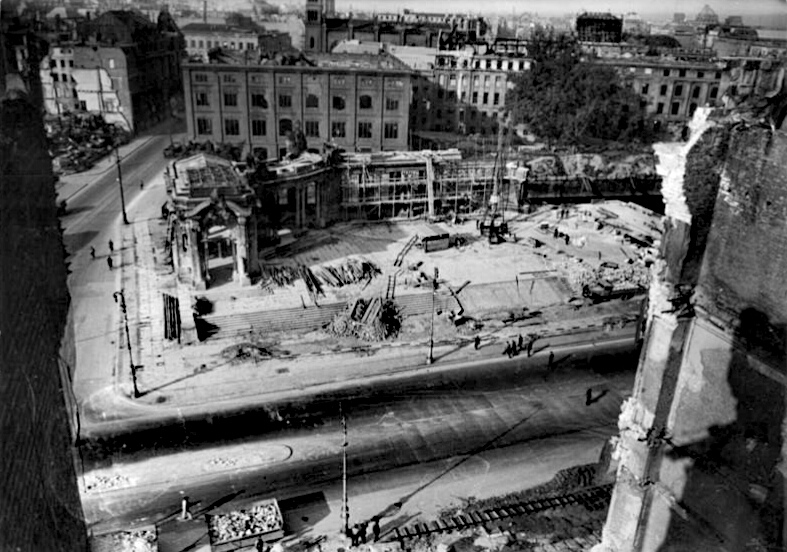
Blick vom Berliner Stadtschloss, 1950, fotografiert von Eva Kemlein

Ihre Arbeit konzentrierte sich zunächst auf Aufnahmen vom zerstörten Berlin, vom Stadtschloss, das abgerissen wurde, von den Trümmerfrauen (dabei auch Wolfgang Langhoff als „Trümmermann“ mit seiner Frau), Berliner Originalen wie „Strohhut-Emil“, „Krücke“, „Onkel Pelle“ usw. und besonders auch den Verhältnissen in ihrem Wohnblock, der Künstlerkolonie Berlin. Durch ihren Lebenspartner, den Schauspieler Werner Stein, konzentrierte sie sich dann besonders auf Theater in Ost-Berlin. Zu Beginn standen Aufnahmen vom Ensemble des Deutschen Theaters, das sie fotografierte, während die Mitarbeiter die Trümmer ihres Theaters wegräumten. Die persönliche Freundschaft mit dem Schauspieler Ernst Busch, der ihr Nachbar war in der Künstlerkolonie ließ sie teilhaben an der Gründung und am Aufbau des Berliner Ensembles. Hier stand dann auch die Wiege der Theaterfotografin Kemlein, die sämtliche legendären Inszenierungen von Bertolt Brecht und vielen anderen mit der Kamera festhielt. Sie machte dabei auch sehr private Fotos z. B. von Hanns Eisler, Hedda Zinner mit Fritz Erpenbeck und Sohn John, Piscator, Ernst Busch privat und anderen am Theater Beteiligten.
Eva Kemlein hat sich selbst lieber als „Fotojournalistin“ bezeichnet, weniger als „Theaterfotografin“. Dennoch ist sie bis zu ihrem Tod der Theaterfotografie treu geblieben.
In den 1970er Jahren begann sie dann auch in West-Berlin Theaterfotos zu schießen – hier vor allem Fotos die Inszenierungen von Peter Stein an der Schaubühne und an anderen bekannten Theatern wie z. B. im Theater des Westens, Schillertheater, Schlossparktheater usw.
Bis zuletzt, wenige Wochen vor ihrem Tod, war sie mit ihrer Kamera regelmäßig Gast bei den üblichen „Photoproben“. Eine ihrer bekanntesten Fotografien der Neuzeit zeigt den Schauspieler Martin Wuttke; anlässlich der Inszenierung von Brechts Parabel Der aufhaltsame Aufstieg des Arturo Ui durch Heiner Müller – es sollte seine letzte Regiearbeit sein – lichtete sie den Hauptdarsteller in der Pose eines lebendigen Hakenkreuzes ab.
Aufsehen erregte sie im Jahr 2000 mit ihren Fotos vom Berliner Stadtschloss, wiederentdeckt im Archiv der Brandenburger Denkmalpfleger in Wünsdorf und als die Diskussion um den Abriss des Palastes der Republik Berlin begann (sie war entschieden gegen den Abriss) und der Plan des Wiederaufbaus des 1950 gesprengten Baus aufkam. Eva Kemlein hatte in den Tagen vor der Sprengung jeden einzelnen Raum des Schlosses dokumentiert. Somit sind ihre Fotos wichtige Grundlagen für den Neubaus des Schlosses.
Über 300.000 Negative verkaufte sie 1993 an das Berliner Stadtmuseum – darunter die Fotos vom Nachkriegsberlin sowie Fotos aus über 50 Jahren Berliner Theatergeschichte. Weitere Fotos und viele historische Bücher und anderes Material gab sie an das Archiv der Künstlerkolonie Berlin.

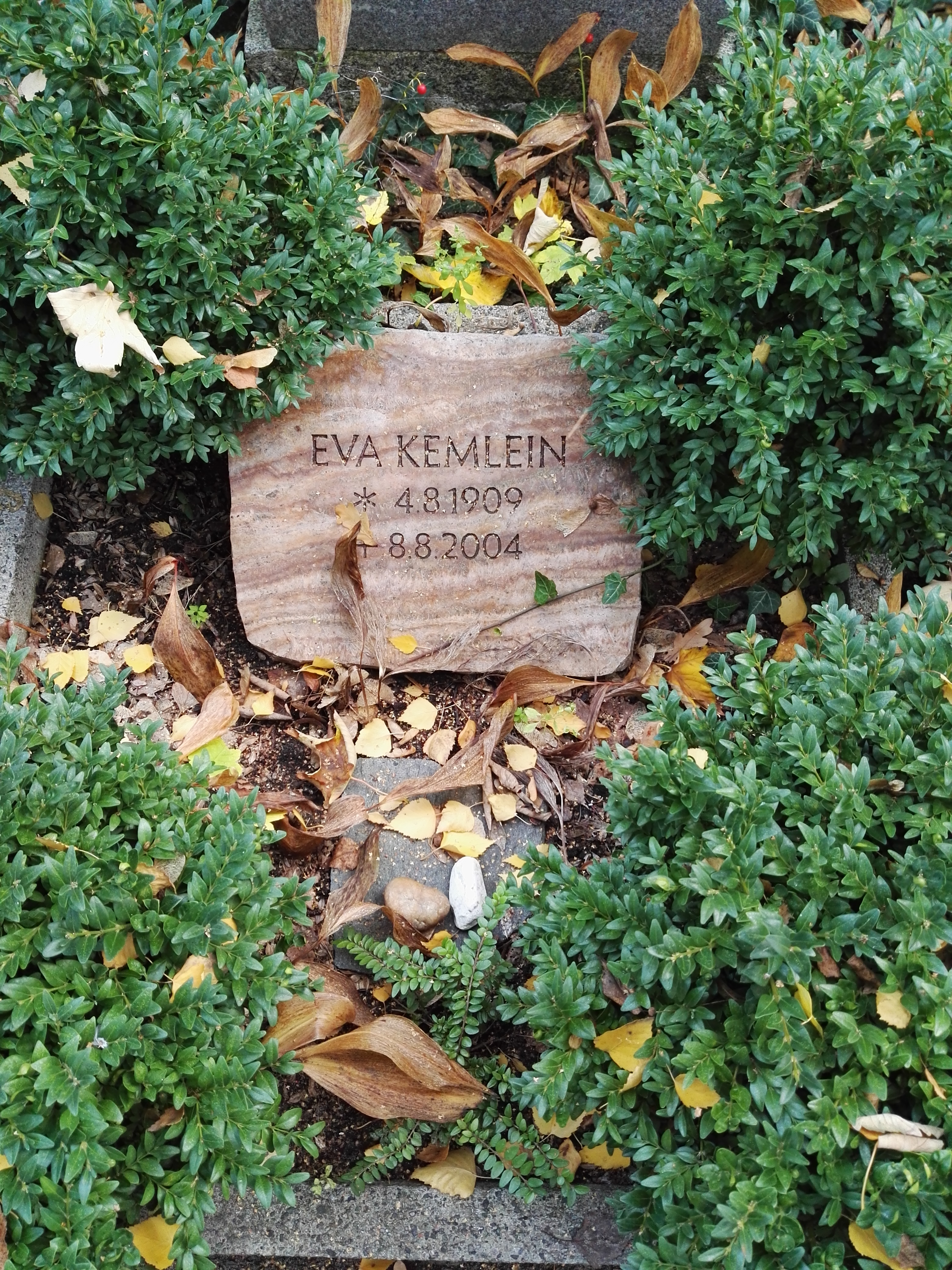
Grabstätte

Eva Kemlein lebte bis zu ihrem Tod – wie sie betonte: aus Überzeugung – in der Künstlerkolonie Berlin. Sie starb wenige Tage nach ihrem 95. Geburtstag in einem Berliner Krankenhaus. Sie ist auf dem Friedhof der Dorotheenstädtischen und Friedrichswerderschen Gemeinden in Berlin-Mitte bestattet. Am 25. August 2014 wurde an ihrem ehemaligen Wohnhaus, Berlin-Wilmersdorf, Steinrückweg 7, eine Berliner Gedenktafel angebracht.